# ターコイズの空の下で
『ターコイズの空の下で』（ターコイズのそらのしたで、英: UNDER THE TURQUOISE SKY）は、柳楽優弥主演・KENTARO監督によるロードムービー。日本・モンゴル・フランスの合作。日本では2021年2月26日より公開。

## 概要
柳楽優弥の海外合作映画初主演作品。共演のアムラ・バルジンヤムは、ハリウッドへ初めて進出したモンゴル人俳優として知られている。
監督は海外で育ち、4か国語を操る国際派俳優の面も持つKENTARO。
日本、モンゴル、フランス、オーストラリア、チリなど、世界各国のクリエイターやアーティストが集結し制作された。

## あらすじ
裕福な家庭で甘やかされて育ち、道楽生活を送る日本人青年タケシは、実業家の祖父により外モンゴルの草原へと送り込まれ、終戦後に生まれて以来、再会することが叶わない祖父の娘を探すことになる。モンゴル人の馬泥棒・アムラをガイドに、ミスマッチなコンビは果てなく広がる空の下、現実離れした大自然へと旅立つ。運転手付きの観光気分で来たタケシだったが、ラグジュアリーな日本の生活とはかけ離れたアムラのポンコツバンに揺られながら、想像もしなかった鮮やかで生命力に溢れる世界に分け入っていく。そんな中、アムラが逮捕されてしまい、タケシは着の身着のまま人気のない荒野に一人取り残される。途方に暮れるタケシだったが、その先には忘れられない出逢いと経験が待ち受けていた。

## キャスト
- タケシ - 柳楽優弥
- アムラ - アムラ・バルジンヤム
- 三郎 - 麿赤兒
- 遊牧民女性 - ツェツゲ・ビャンバ
- ツェルマ - サラントゥーヤ・サンブ
- 三郎の秘書 - サヘル・ローズ[5]
- 警察署長 - 諏訪太朗[5]
- 若き日の三郎 - 西山潤[5]
- タケシのガールフレンド - 佐藤乃莉[5]
- アムラを追う警察官 “ハーディ” - ガンゾリグ・ツェツゲ
- スヴト - ウンダルマ・トゥヴシントゥシグ

## スタッフ
- 監督・脚本・プロデューサー：KENTARO
- 脚本：アムラ・バルジンヤム
- 撮影：アイヴァン・コヴァック
- 美術：エルデンビレグ・ビャンバッツォグ
- 音楽：ルル・ゲーンズブール、OKI、マンダハイ・ダンスレン、オラン
- 編集：マヌ・ソウザ、ベルトラン・ブティリエ
- テーラード提供：TAKEO KIKUCHI
- プロデューサー：木滝和幸、ウラン・サインビレッグ
- 製作：マグネタイズ、KTRFILMS、IFI PRODUCTION、グランマーブル、ライツキューブ、長谷川商事
- 配給・宣伝：マジックアワー、マグネタイズ
- 後援：駐日モンゴル国大使館

## 上映
2021年2月26日より全国順次公開。

## 受賞
- 第68回 マンハイム・ハイデルベルク国際映画祭（英語版） -  ドイツ[6]
  - FIPRESCI賞（国際映画批評家連盟賞）
  - 才能賞 （“型破りかつ表現力に優れた作品”に贈られる賞）
- 第28回 カメリマージュ映像美術国際映画祭 -  ポーランド[7]
  - コンテンポラリー・ワールド・シネマ部門選出